# رزان طه
رزان طه (وُلِدَت في 29 ديسمبر عام 1991م)، هيَ سباحَة أردنية مُتَخَصِصَة في سباق المنافسات الحرة. مَثَّلَت بَلَدَها الأردن في أولمبياد صيف عام 2008م، ووضعت نفسها ضِمنَ أفضل 70 سباحاً في السباحة الحرة لمسافة 50م.
في سن السادسة عشر، أصبحت رزان واحدة من أصغر السبَّاحين لأول مرة في دورة الألعاب الاولمبية الصيفية 2008 في بكين وفي منافسات السباحة الحرة لمساقة 50م، حيث سَجَّلت المركز الرابع بفارق 27.82، وبالتالي فَشِلَت رَزان في التَّقَدم إلى الدَّور النِّصف النِّهائي لأنها جاءت بترتيب 56 من مجموع 92 سبَّاح في المَرحَلة التَّمهيديَّة.

## وصلات خارجية
- رزان طه على موقع الاتحاد الدولي للسباحة (الإنجليزية)
- رزان طه على موقع أوليمبيديا (الإنجليزية)

- NBC Olympics Profile